# Нурединова афера
Нерудиновата афера е провал на ВМОРО от май 1901 година, засегнал дейността на организацията в Хрупищко и Костурско.
В началото на 1901 година е наредено да се убие Нуредин ефенди от българо-турското село Света Неделя, един от големите злосторници и изедници в района. Районната чета на Атанас Петров отсяда на 6 май в Маняк и с помощта на маняшкия комитет и ръководителя му Кузо Димитров, организират край Маняк засада и убиват пътуващия за Хрупища Нуредин. При убийството обаче е загубен документ, в който се споменава името Кузо, и който попада в ръцете на властите. С разследването е натоварен началникът на жандармерията в Корча Мухтар ага. Арестувани са всички известни Кузовци в района, между които и търсеният Кузо Димитров. Един от арестуваните – Михо Ставрев, влах от Хрупища, овчар в Маняк – след мъчения издава всичко, което знае за революционната организация. Арестувани са Кузман Стефов – учител в Хрупища и Димитър Ив. Марков – учител в Желин, Павел Христов и Христо Семерджията, влах от Хрупища, който е жестоко измъчван. Арестувани са и личните врагове на Нуредин и собственици на част от чифлика Маняк – Муса бей и Джамил бей, както и Васил Бабулев – един от водачите на българската партия в Хрупища.
Кузо Димитров е подложен на мъчения и прави опит да се самоубие. Тази случка стига до чуждестранните консули в Битоля и властта е принудена да спре арестите. Така аферата на практика насърчава българското население и утвърждава ВМОРО в Костурско.
Веднага след Нерудиновафа избухва Иванчовата афера и с изключение на задържаните турски бегове всички други арестувани са осъдени на различни срокове затвор.